# Leptodromiella crassiseta
Leptodromiella crassiseta is een vliegensoort uit de familie van de Hybotidae. De wetenschappelijke naam van de soort is voor het eerst geldig gepubliceerd in 1932 door Tuomikoski.